# Знаменка (Октябрьский район)
Знаменка — упразднённая деревня в Октябрьском районе Челябинской области России. Входила в состав Лысковского сельсовета. Исключена из учётных данных в 1988 году.

## География
Располагалась западнее озера Горького, у региональной трассы 75К189 «Октябрьское - Чудиново - Большеникольское», на расстоянии примерно 1,5 км по прямой к востоку от деревни Барсучье.

## История
По данным на 1926 год деревня состояла из 47 хозяйств. В административном отношении входило в состав Булановского сельсовета Чудиновского района Челябинского округа Уральской области.
По данным на 1970 год входила в состав Лысковского сельсовета. В ней размещалось ферма колхоза «Красный Октябрь».
Исключена из учётных данных решением Челябинского облисполкома от 27 сентября 1988 года № 314.

## Население
| 1970 | 1977 | 1983 |
| ---- | ---- | ---- |
| 98   | ↘36  | ↘11  |

По переписи 1926 года в деревне проживало 238 человек (119 мужчин и 119 женщин), в том числе русские составляли 100 % населения.